# Yamato (okres)
Yamato (jap. 大和時代 Yamato-jidai) – okres w historii Japonii w latach 250–710, kiedy dwór cesarski zarządzał krajem z prefektury Nara znanej wówczas jako prowincja Yamato. Dzieli się na okres Kofun (250–538) i Asuka (538–710).

## Początki

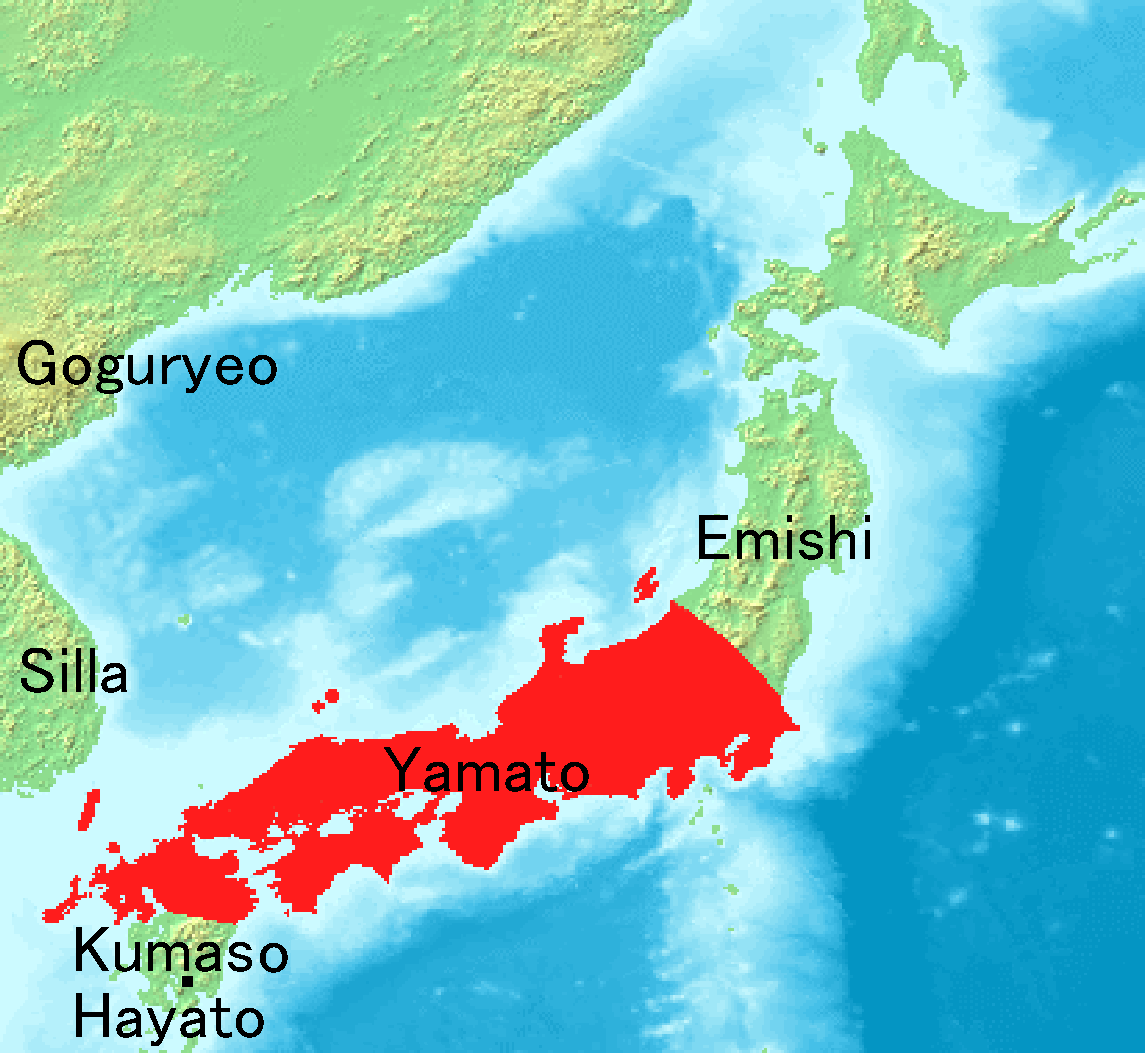
Yamato w VII wieku

Większość badaczy przyjmuje, że pierwszym potwierdzonym cesarzem tego okresu był Sujin. Kroniki Nihon-shoki wymieniają go jako dziesiątego cesarza, a jako datę jego śmierci podają 30 r.n.e., podczas gdy Kojiki określa ją na 258 r.n.e. W rzeczywistości najbardziej prawdopodobny wydaje się rok 318.
Część uczonych uważa, że Sujin był przywódcą koreańskich najeźdźców z IV wieku, którzy utworzyli państwo Yamato. Nie można wykluczyć tej teorii, jednak bardziej prawdopodobne jest, że Sujin pochodził z klanu Yamato, który coraz bardziej rósł w siłę i zwiększał swoje wpływy. Doprowadził do tego stosując zabiegi dyplomatyczne (w tym także groźby) zamiast otwartych konfrontacji zbrojnych.
Metodą działania państwa Yamato było przyłączanie sąsiednich państewek utworzonych już w okresie Yayoi oraz włączanie ich przywódców w hierarchię władzy. Dwór Yamato używał stanowisk i tytułów, włączając w powstający system cesarski członków niepodległych do niedawna klanów, którzy w innym wypadku mogli powodować problemy. Stanowiska i tytuły nadawane królom i wodzom sąsiednich państw przyłączanych do obozu Yamato miały w tamtych czasach bardzo duże znaczenie. System administracji Yamato był silnie hierarchiczny. Wodzowie ważnych rodów znanych jako uji otrzymywali tytuł kabane oraz "urząd", np. podatkowy, spraw obronnych itp. Hierarchia panowała także wśród samych uji. Przywódcy najbardziej wpływowych tworzyli klasę ministrów, zwanych omi, a niższą warstwę stanowili muraji pełniący funkcje wykonawcze. Dostarczaniem dóbr i usług zajmowali się członkowie grup zawodowych o wyższym lub niższym statusie, zwanych tomo albo be, w których ważną rolę odgrywali imigranci z Korei. Niżej niż be, na samym dole hierarchii, plasowali się nuhi, czyli niewolnicy.
Dokładne daty nie są znane. Prawdopodobnie w IV i V wieku władza Yamato nie miała charakteru absolutnego. Byli oni raczej „pierwszymi wśród równych” – w koalicji klanów. Jednak do początku VI wieku Yamato najprawdopodobniej uzyskali status jedynego rodu panującego. To właśnie wtedy władcy regionu Izumo zaczęli składać hołd władcom z rodu Yamato.

## Przyjęcie buddyzmu

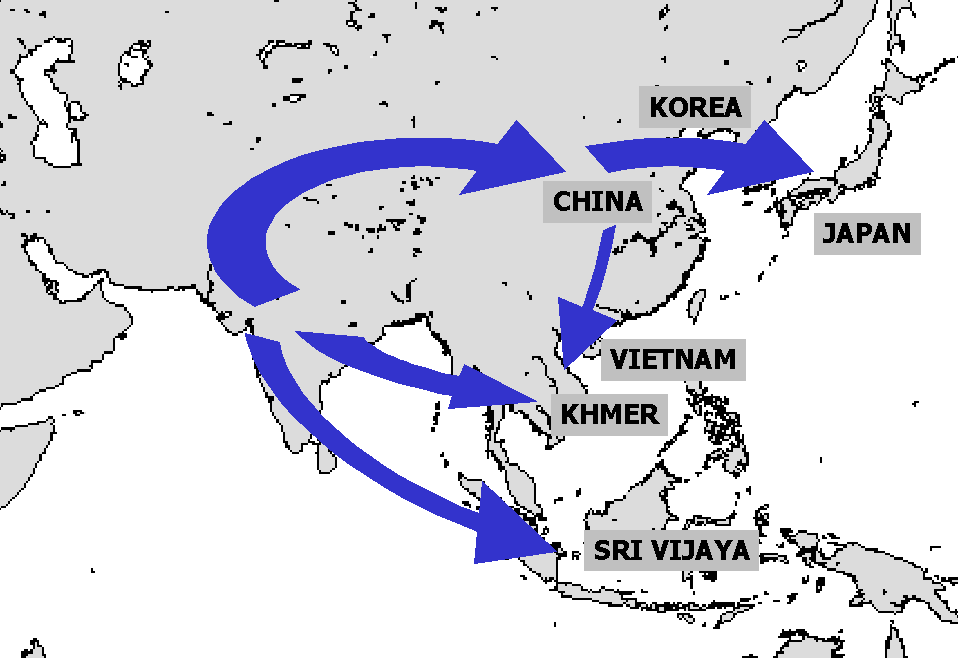
Ekspansja buddyzmu mahajana

Państwo Yamato znacząco ugruntowało swoją pozycję dzięki przyjęciu i rozpowszechnieniu buddyzmu mahajana. Szczególnie ważną rolę odegrał w tym procesie klan Soga – jeden z najbardziej wpływowych w Yamato. Podobnie jak wiele arystokratycznych rodów tamtego okresu, Soga byli koreańskiego pochodzenia i prawdopodobnie odczuwali silniejsze związki z buddyzmem niż rdzenni Japończycy. Buddyzm został sprowadzony właśnie z Korei w 550 przez uczonych mnichów z królestwa Baekje. W jego rozpowszechnieniu pomogło wprowadzenie w Japonii systemu pisma, co miało miejsce w 450 roku. Soga widzieli w buddyzmie potencjał do zwiększenia swoich wpływów politycznych, które zaczęli zdobywać m.in. dzięki zawieraniu małżeństw z członkami rodziny cesarskiej. Odegrali ważną rolę przy przekonaniu dworu do przyjęcia buddyzmu – począwszy od cesarza Yōmei.
Również dwór wykorzystał buddyzm jako użyteczne narzędzie polityczne, będące źródłem ideologii jednoczącej ludność o wciąż jeszcze nieukształtowanej tożsamości narodowej. Przyjęcie buddyzmu przez rodzinę cesarską oznaczało poparcie dla najwyższej władzy. Ponadto dodawał on nowo tworzonemu państwu wytworności i powagi kojarzonych z cywilizacją chińską, ponieważ, mimo że mnisi pochodzili z Korei, pisali po chińsku.
Do rozpowszechnienia buddyzmu w dużym stopniu przyczynił się książę Shōtoku, budując liczne świątynie.

## Wpływy chińskie
Shōtoku był drugim synem cesarza Yōmei, spokrewnionego z rodem Soga. Od 594 roku do swojej śmierci w 622 pełnił on funkcję regenta cesarzowej Suiko i tym samym był najpotężniejszą osobą tamtego okresu. Bardzo przyczynił się nie tylko do rozpowszechnienia buddyzmu, ale też do popularyzacji chińskiej kultury, której inspiracje widać wyraźnie w podejmowanych przez niego działaniach. Odpowiadał on między innymi za odnowienie oficjalnych kontaktów z niedawno zjednoczonymi Chinami oraz wprowadzenie systemu „hierarchii czapek”, w którym, jak sama nazwa wskazuje, stanowisko urzędnika można było rozpoznać po jego nakryciu głowy.
Shōtoku przypisuje się także sformułowanie Konstytucji w 17 artykułach z 604 roku, mającej na celu wzmocnienie władzy centralnej. Charakteryzuje się ona silnymi inspiracjami chińskimi, zwłaszcza konfucjańskimi. Mimo że dokument został uznany za konstytucję, stanowi on raczej zbiór wskazówek dla urzędników, kładący nacisk zwłaszcza na konfucjańską harmonię (wa) i lojalność wobec władzy rodu cesarskiego. Ich istotę wyrażają początkowe słowa Artykułu 1, cytujące Konfucjusza i głoszące, że „szanować należy harmonię”, oraz Artykułu 8, których przekaz jest bardziej konkretny: „Niech ministrowie i urzędnicy rozpoczynają pracę wczesnym rankiem, a kończą późno”.

## Zmiany w późniejszych wiekach
Przez większą część okresu Yamato, najsilniejszymi wpływami na dworze cieszył się ród Soga, skoligacony z rodziną cesarską, nad którą często miał władzę. Został on jednak obalony w 645 roku podczas zamachu stanu przeprowadzonego przez Kamatariego Fujiwarę, zwolennika księcia Naka-no Ōe. Książę, będący synem cesarza Jomei, był niezadowolony z powodu prawa ustanowionego przez ród Soga, według którego tytuł cesarski w pierwszej kolejności dziedziczyli: cesarska małżonka i jej brat, a dopiero potem najstarszy syn. Po śmierci swojego ojca, 12 lipca 645 z pomocą Fujiwary, zamordował on głowę rodu Soga, Soga-no-Iruka. Tym czynem zmusił swoją matkę, cesarzową Kōgyoku do abdykacji. Rządy objął jej brat Kōtoku. Ród Fujiwara dominował na dworze w nadchodzących stuleciach. Kontynuował rozpoczęty przez ród Soga proces popularyzacji kultury chińskiej. Kamatari, wraz z księciem Naka-no Ōe, który po objęciu tronu w 661 roku przyjął cesarskie imię Tenji, przeprowadził wiele reform opartych na chińskim modelu scentralizowanej władzy, znanych jako Reforma Taika z 645 roku.
Jedną z najważniejszych zmian była nacjonalizacja ziemi. Pola ryżowe były odtąd rozdzielane przez rząd. Co sześć lat wszyscy wolni dorośli mężczyźni otrzymywali działki o powierzchni ok. 12 arów, natomiast kobiety – 8 arów. Inne reformy obejmowały opodatkowanie w formie produktów rolnych, a nie tylko samej konieczności pracy, restrukturyzację urzędów, oraz ustanowienie stałej siedziby cesarzy w Naniwa (obecnie Osaka), co było odstępstwem w stosunku do dotychczasowej praktyki częstej zmiany stolic. Jednak nowa stolica nie utrzymała się długo, zaledwie kilka lat. Ponadto przeprowadzono rejestr ziemi i ludności. W celu wyeliminowania korupcji zbadano działalność aparatu skarbowego i lokalnych urzędników. Nielegalna broń została skonfiskowana.
Reformom tym towarzyszyło spisanie kodeksów prawnych inspirowanych chińskimi, które umacniały władzę cesarza, a przez to jej centralizację, oraz ograniczały biurokrację. Są one zwane ritsuryō (gdzie ritsu oznacza sankcje karne, a ryō – przepisy dla urzędników). Choć nie zawsze się do niego stosowano, w VII wieku Ritsuryō umożliwiało niewielkiej, liczącej ok. 400 urzędników, grupie kontrolowanie kraju o populacji liczącej blisko pięć milionów.
Jest to ogromna zmiana, jeśli liczbę tę porównać z szacowaną na koniec okresu Yayoi liczbą dwóch-trzech milionów ludności. W okresie Yamato, populacja Japonii znacznie wzrosła. Proces ten odbywał się falami. Wysoka była zwłaszcza liczba urodzeń, którą nieco ograniczała jednak stosunkowo duża liczba zgonów, przede wszystkim wśród niemowląt. Główną ich przyczyną były epidemie chorób, np. ospy, które trafiały do Japonii z kontynentu, a przeciwko którym Japończycy nie mieli wykształconej odporności.
Państwo Yamato potrzebowało stałej stolicy, gdyż bez niej scentralizowany system władzy byłby pozbawiony rdzenia. Po nieudanej próbie ustanowienia jej w Naniwie w 645 roku, w 694 spróbowano kolejny raz, znów bez powodzenia, tym razem jako siedzibę dworu cesarskiego obierając miasto Fujiwara (siedzibę rodu Fujiwara). Ostatecznie, stolicę przeniesiono do Heijō-kyō, szerzej znanego jako Nara. Wydarzenie to, mające miejsce w 710 roku uznaje się za koniec okresu Yamato i początek okresu Nara.

## Podsumowanie
Chociaż przeciętnemu człowiekowi nie żyło się łatwo, niezaprzeczalnym sukcesem tego okresu było utworzenie państwa Yamato i początek kształtowania narodu. Prawie cała ludność Japonii została zjednoczona, poza mieszkańcami rejonów najodleglejszych, których niezależność miała się ostać aż do czasów Toyotomiego Hideyoshiego. Utworzono kodeks karny i zbiór praw, które regulowały sprawy wewnątrzpaństwowe i pozwoliły cesarzom skutecznie zarządzać krajem. Wówczas była już w użyciu dzisiejsza nazwa Nippon lub Nihon (Kraj Wschodzącego Słońca).
Rodzina cesarska wzmocniła i ugruntowała swoją pozycję. Pod koniec okresu Yamato, w 700 roku, cesarz Tenmu zlecił napisanie kronik, które przyznawały prawo do władzy jemu oraz jego następcom, jako potomkom sintoistycznej bogini Słońca, Amaterasu, od której wywiódł swoje korzenie. Władza cesarska stała się tak silna, że przetrwała do czasów współczesnych. Japońska rodzina cesarska to obecnie najdłużej panujący ród monarszy na świecie.